# Don Siegel
Donald Siegel (26. října 1912 Chicago – 20. dubna 1991 San Luis Obispo County) byl americký filmový režisér, herec a producent.
Během své hollywoodské kariéry však používal zkrácenou verzi svého jména Don Siegel. Siegel se nejvíce proslavil sci-fi snímkem Invaze lupičů těl (1956), stejně jako pěti filmy s Clintem Eastwoodem (např. Drsný Harry (1971) či Útěk z Alcatrazu (1979). Spolupracoval s největšími hvězdami své doby (Steve McQueen, Elvis Presley, Robert Mitchum, Lee Marvin, Richard Widmark, Henry Fonda, Charles Bronson, John Wayne, Burt Reynolds, Walter Matthau, Michael Caine, ...).
Sám ovšem o svých filmech mluvil s despektem, například řekl toto: "Bohužel musím říct, že většina mých filmů je o ničem, protože jsem děvka, co pracuje pro peníze. To je americký styl." Za svůj osobně nejoblíbenější film označoval drama Oklamaný (1971).
Zemřel 20. dubna 1991 na rakovinu a je pohřben v Kalifornii.

## Filmografie (výběr)
- The Big Steal (1949)
- Souboj v Silver Creek (1952)
- Count the Hours (1953)
- Private Hell 36 (1954)
- Invaze lupičů těl (1956)
- Lineup (1958)
- The Gun Runners (1958)
- Zářivá hvězda (1960)
- Peklo je pro hrdiny (1962)
- The Twilight Zone (1963-64) (2 díly)
- The Killers (1964)
- Cizinec na útěku (1967)
- Cooganův trik (1968) (první spolupráce s Clintem Eastwoodem)
- Madigan (1968)
- Smrt pistolníka (1969) (Siegel film dokončil po Robertu Tottenovi, ani jeden z nich si ale nepřál být uveden v titulcích, proto jsou uvedeni pod pseudonymem Alan Smithee)
- Dva mezci pro slečnu Sáru (1970)
- Drsný Harry (1971)
- Oklamaný (1971)
- Charley Varrick (1973)
- Okamžik vyzrazení (1974)
- Střelec (1976)
- Telefon (1977)
- Útěk z Alcatrazu (1979) (pátá a poslední spolupráce z C. Eastwoodem)
- Ten, co nosí smůlu (1982) (Siegelův poslední film, kvůli zdravotním problémům a infarktu dokončem jeho bývalým žákem Samem Peckinpahem)